# Thomas Stewart Traill
Thomas Stewart Traill (Kirkwall, 29 ottobre 1781 – Edimburgo, 30 luglio 1862) è stato un naturalista e medico britannico.
Era nonno del fisico, meteorologo e geologo Robert Traill Omond (1858-1914).

## I primi anni
Traill, figlio del reverendo Thomas Traill (morto nel 1782), nacque a Kirkwall, nelle Orcadi, paese di cui il padre era il pastore, ed effettuò gli studi presso l'università di Edimburgo (laureandosi nel 1802). Praticò per 30 anni l'attività di medico a Liverpool, e fu il fondatore della Royal Institution of Liverpool, della Liverpool Mechanics' Institution e della Literary and Philosophical Society of Liverpool. Durante questo periodo divenne amico intimo dell'esploratore artico William Scoresby, e contribuì a stilare l'elenco degli animali osservati nelle regioni orientali della Groenlandia pubblicato sull'opera di quest'ultimo Journal of a Voyage to the Northern Whale Fishery (1823). In suo onore, Scoresby battezzò un'isola della Groenlandia isola Traill.
Quando John James Audubon arrivò a Liverpool nel luglio 1826, Traill lo aiutò a trovare un editore per il suo The Birds of America. In suo onore Audubon battezzò un uccello da lui descritto pigliamosche di Traill, specie non più riconosciuta da tempo che comprendeva quelli che attualmente sono noti come pigliamosche dei salici (Empidonax traillii) e tiranno degli ontani (Empidonax alnorum).

## L'università di Edimburgo e l'Encyclopædia Britannica
Traill fece ritorno all'università di Edimburgo nel 1832 come professore di medicina legale, impiego che mantenne fino alla morte, e fu inoltre presidente del Royal College of Physicians di Edimburgo tra il 1852 e il 1854. Curò l'ottava edizione dell'Encyclopædia Britannica (1852-61), opera che concluse un anno prima della morte.
Fu presidente della Società Scozzese delle Arti tra il 1843 e il 1844.
Morì a Edimburgo il 30 luglio 1862 e venne seppellito nel cimitero di St. Cuthbert. La tomba contiene membri sia della famiglia Omond che della famiglia Traill, e si erge contro una parete orientale esterna della sezione meridionale.